# Нововолодимирівка (Каховський район)
Нововолоди́мирівка — село в Україні, у Присиваській сільській громаді Каховського району Херсонської області. Населення становить 161 осіб. 24 лютого 2022 року село тимчасово окуповане російськими військами під час російсько-української війни.

## Населення
Згідно з переписом УРСР 1989 року чисельність наявного населення села становила 154 особи, з яких 79 чоловіків та 75 жінок.
За переписом населення України 2001 року в селі мешкала 161 особа.

### Мова
Розподіл населення за рідною мовою за даними перепису 2001 року:
| Мова       | Відсоток |
| ---------- | -------- |
| українська | 65,22 %  |
| російська  | 10,56 %  |
| вірменська | 2,48 %   |
| угорська   | 0,62 %   |
| інші       | 21,12 %  |

## Відомі люди
- Сидорчук Леонід Юхимович (нар. 02.02.1963,с. Ново-Володимирівка (Тугрек) Чаплинського району Херсонської області) — артист балету, актор, балетмейстер, хореограф. Лауреат обласної літературно-мистецької премії імені Юрія Федьковича (2017), Заслужений артист України (1999). У 1981 р. з відзнакою закінчив Херсонське училище культури. В 1993-94 р.р. працював артистом балету фольклорного концертного ансамблю «Таврія» (Автономна Республіка Крим) З 1995 р.- артист балету Заслуженого Академічного Буковинського ансамблю пісні і танцю. Номінант енциклопедичного видання «Видатні діячі культури і мистецтв Буковини». — Чернівці: Книги — ХХІ. 2010.- Вип. І. — С. 108—110.- ISBN 978-966-2147-82-7.

В 2008 р. «Чернівецьку польку» Леонід Сидорчук поставив в ансамблях танцю «Вітер» (м. Едмонтон, Канада) та «Явір» (м. Торонто, Канада). В 2014 році здійснив постановку танцю «Поліський викрутас» в Поліському академічному ансамблі пісні і танцю «Льонок»
З 2003 року балетмейстер-постановник Державного Заслуженого Академічного Буковинського ансамблю пісні і танцю де здійснив такі постановки: буковинський дівочий хоровод «Веселкові передзвони», хореографічна сюїта «Буковинська родина» (2008 рік), танець «Садгірська полька», хореографічна мініатюра «Гуцулочка» (2010 р.), вокально-хореографічна композиція «Буковинські забави» (2011 р.), буковинський парубочий танець «Вівчарі» (2011 р.), хореографічнва картинка «Удовицю я любив» (2012 р.), буковинський народний танець «Каперуш» (2013 р.), буковинський танець "На толоці(2014 р.), буковинський танець"Гуляночка", Молдавська танцювальна сюїта (2015 рік). З січня 2014 року Леонід Сидорчук займає посаду головного балетмейстера Заслуженого Академічного Буковинського ансамблю пісні і танцю України. Леонід Сидорчук в своїх постановках часто звертається до першоджерел, до фольклору буковинського краю, так в 2016 році була здійснена постановка вокально-хореографічної сюїти «Ружениця», у цьому ж році поставлений «Циганський танець». 2017 р. було створено велику вокально-хореографічну сюїту на місцевому буковинському матеріалі яку назвали "Буковинське подір"я". В 2017 р. для хореографічного ансамблю «Троянда» (Вінніпег, Канада) було поставлено дівочий буковинський танець «Свято на Буковині», а для хореографічного ансамблю «Сопілка» (Вінніпег, Канада) створений танець «Буковинський святковий».